# Tom Scully
Padre Thomas "Tom" Scully (19 de mayo de 1930 - 7 de abril de 2020) fue un entrenador de fútbol gaélico, sacerdote y maestro de escuela. Dirigió el equipo del condado de Offaly, donde fue fundamental para establecerlos como un lado en ascenso en el deporte.

## Biografía
Scully era nativo de Aharney en Tullamore. Tenía dos hermanos y seis hermanas: Ned, Michael, Nance (Hanlon), Mary (Garry), Rose (Cleary), Margaret (Henry), Lily (MacDonald) y Emily (Hanlon). Todos los bares Emily lo preceden.
Durante la década de 1960, entrenó al equipo del internado Belcamp College en Dublín en tres campeonatos de fútbol de las escuelas de Leinster. Condujo a Offaly a la final de la Liga Nacional de Fútbol de 1968-69 (la primera), el título del Campeonato de Fútbol Senior de Leinster (el tercero) y luego a la Final del Campeonato de Fútbol Senior de All-Ireland de 1969 (la primera desde 1961), teniendo solo asumido ese año (aunque habría entrenado a cualquier jugador de Offaly que viva en Dublín).
Partió hacia Sudáfrica en 1970 para enseñar matemáticas en Johannesburgo. Sin embargo, el apartheid no le convenía y se mudó a Inglaterra. Mientras que en Inglaterra vivió en Londres y Manchester. Allí se involucró en el GAA de Lancashire. Para 1988, se había convertido en directora del Irish Centre en Londres. Estableció un centro de día para ancianos y alentó a los irlandeses mayores a mezclarse con los ingleses mayores y los europeos mayores que viven allí. En mayo de ese año, el reportero de RTÉ Leo Enright estaba en Camden Town y Scully le habló en cámara. Fue seleccionado como la Persona del Año Offaly en 1989.
Para 2018, la vista de Scully se había deteriorado. Basado en su vida posterior en la Casa de Retiro en el suburbio de Inchicore en Dublín, Scully escuchó confesiones y ministró a los enfermos. Murió en Dublín de COVID-19 en la mañana del 7 de abril. Le faltaba un mes para cumplir 90 años. Su muerte ocurrió en el Hospital de St James. Había estado en el hospital menos de una semana y había hablado por teléfono durante esos últimos días.